# Buhăceni, Botoșani
Buhăceni este un sat în comuna Trușești din județul Botoșani, Moldova, România.

## Obiective turistice
- Biserica de lemn din Buhăceni - datând din 1777

 Acest articol despre o localitate din județul Botoșani este deocamdată un ciot. Puteți ajuta Wikipedia prin completarea lui.